# 雅科夫·布拉泽维奇
雅科夫·布拉泽维奇（1912年3月24日—1996年12月10日），克罗地亚族，克罗地亚共产主义者联盟中央委员、中央执行委员会委员，克罗地亚总统，南斯拉夫共产主义者联盟中央主席团委员，南斯拉夫联邦会议成员。

## 生平
1912年，出生于克罗地亚戈斯皮奇市布兹木镇。
1936年，毕业于萨格勒布大学法律系。
1928年，入党，参加工人运动。
1931年，被捕，监禁六个月。
1940年，为利卡地区党委书记。8月，为克共中央委员。10月，为南共中央委员。
1941年，德国入侵，加入铁托领导的抵抗组织，在利卡地区组织反法西斯运动。8月，建立戈斯皮奇“韦莱比特”游击队。
1942年，为利卡地区共产党委员会书记，领导当地反法西斯武装斗争。
1943年，参加克罗地亚反法西斯人民解放委员会第二次会议，任司法和法律部主任。
1945年，国家解放，任克罗地亚人民共和国检察长、克罗地亚人民共和国执行委员会副主席（副总理）兼经济委员会主席，南斯拉夫联邦人民共和国联邦政府征购部长、贸易和供应部长。
1946年，作为首席检察官负责起诉，克罗地亚大主教阿洛伊集耶·斯特皮纳茨在战争期间采取了同法西斯和乌斯塔沙合作的审判，犯有“战争罪”和“叛国罪”，判16年徒刑。
1948年，为南共联盟中央委员。
1953年，任克罗地亚人民共和国执行委员会主席（总理）。
1962年，任南斯拉夫联邦执行委员会委员。
1963年，任南斯拉夫社会主义联邦共和国联邦执行委员会副主席兼南斯拉夫经济联合会主席。
1966年，为南共联盟中央主席团委员。
1967年，任克罗地亚社会主义共和国议会主席。
1971年，任南斯拉夫联邦主席团委员。
1974年，任克罗地亚社会主义共和国主席团主席。
1982年，南共联盟“十二大”后退居二线，改任南斯拉夫联邦会议成员。
1986年，退休。
1996年，病逝。